# Phelsuma kochi
Phelsuma kochi is een hagedis die behoort tot de gekko's. Het is een van de soorten madagaskardaggekko's uit het geslacht Phelsuma.

## Naam en indeling
De wetenschappelijke naam van de soort werd voor het eerst voorgesteld door Robert Friedrich Wilhelm Mertens in 1954. Oorspronkelijk werd de hagedis als een ondersoort van de madagaskardaggekko beschouwd en werd de wetenschappelijke naam Phelsuma madagascariensis kochi gebruikt.
De soortaanduiding kochi is een eerbetoon aan Karl Ludwig Koch, die het holotype verzamelde.

## Uiterlijke kenmerken
Phelsuma kochi bereikt een totale lichaamslengte van 22,9 tot 25,4 centimeter inclusief de staart. In uitzonderlijke gevallen kan een lengte tot 30,5 cm worden bereikt, waarmee het een van de grotere madagaskardaggekko's is. De hagedis heeft een groene kleur en heeft een vage tekening zonder strepen. Tussen het neusgat en het oog is een rode streep aanwezig. Het aantal schubbenrijen op het midden van het lichaam bedraagt 78 tot 95.

## Verspreiding en habitat

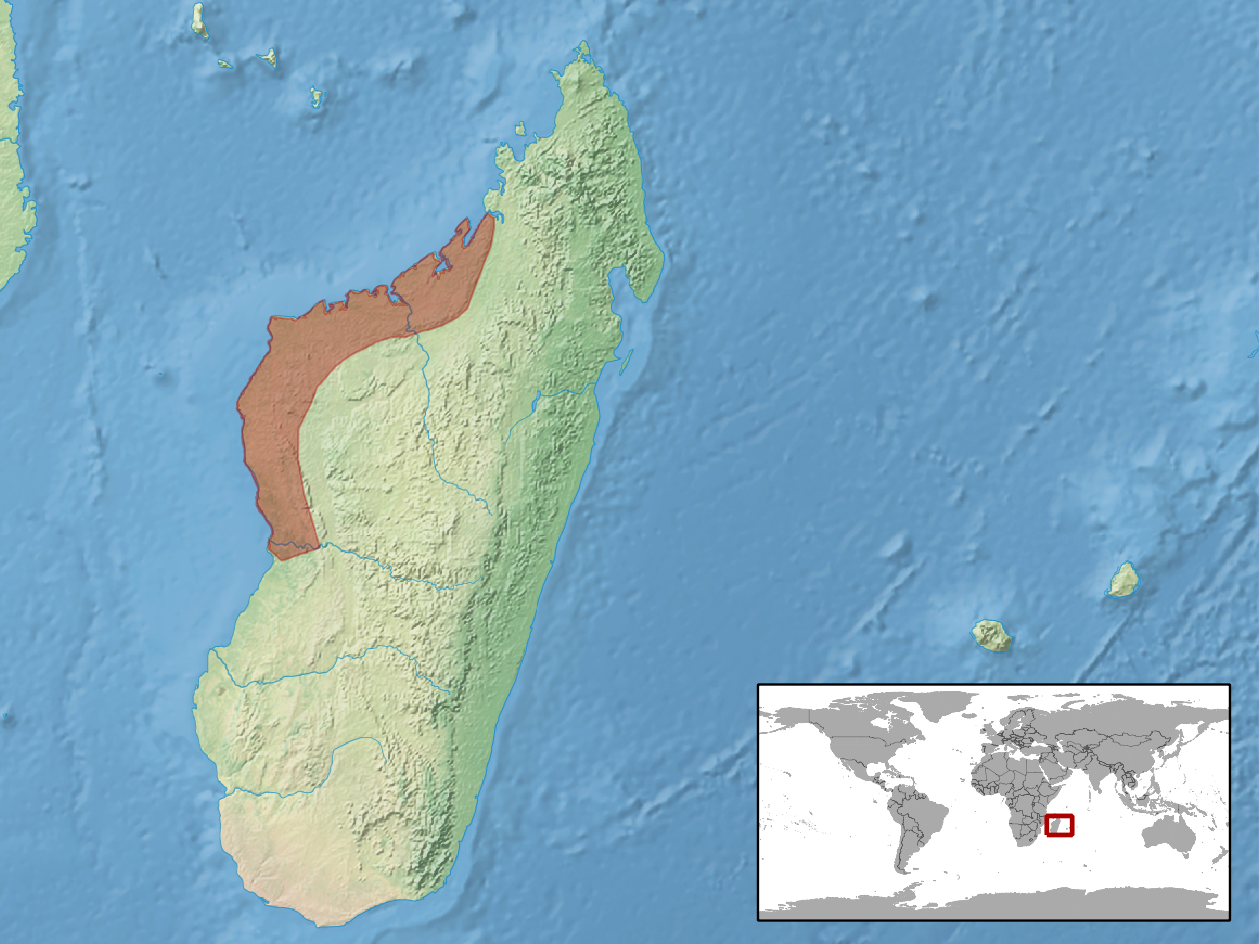
Verspreidingsgebied in het rood.

De soort komt voor in delen van Afrika en leeft endemisch in noordwestelijk Madagaskar. De habitat bestaat uit droge tropische en subtropische bossen en droge tropische en subtropische scrublands. Ook in door de mens aangepaste streken zoals stedelijke gebieden kan de hagedis worden gevonden.

## Beschermingsstatus
Door de internationale natuurbeschermingsorganisatie IUCN is de beschermingsstatus 'veilig' toegewezen (Least Concern of LC).